# Podbrezová
Podbrezová é um município da Eslováquia, situado no distrito de Brezno, na região de Banská Bystrica. Tem 18,57 km² de área e sua população em 2018 foi estimada em 3.860 habitantes.

## Demografia
| Ano:        | 1994 | 2004   | 2014   | 2024    |
| ----------- | ---- | ------ | ------ | ------- |
| Broj ljudi: | 4178 | 4171   | 3965   | 3470    |
| Razlika:    |      | -0,16% | -4,93% | -12,48% |

| Ano:               | 2023 | 2024   |
| ------------------ | ---- | ------ |
| Número de pessoas: | 3503 | 3470   |
| Diferença:         |      | -0,94% |